# Ethmia
Genre
Ethmia est un genre de petits lépidoptères (papillons) de la famille des Depressariidae et de la sous-famille des Ethmiinae.

## Espèces
Le nombre d'espèces classées dans ce genre varie beaucoup selon les classifications.

Quelques espèces
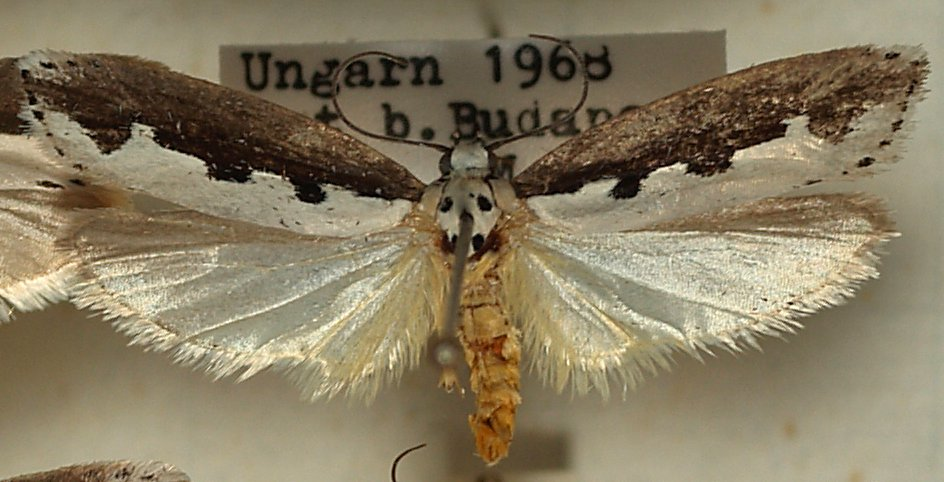
Ethmia bipunctella
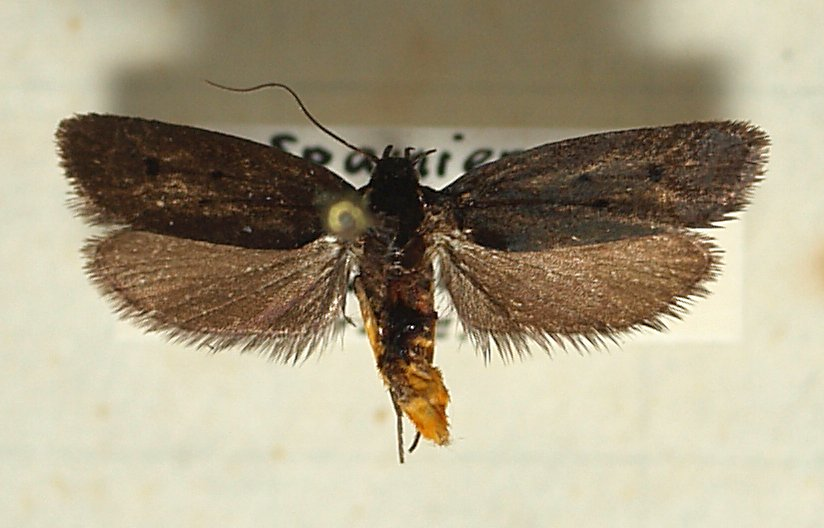
Ethmia chrysopyga
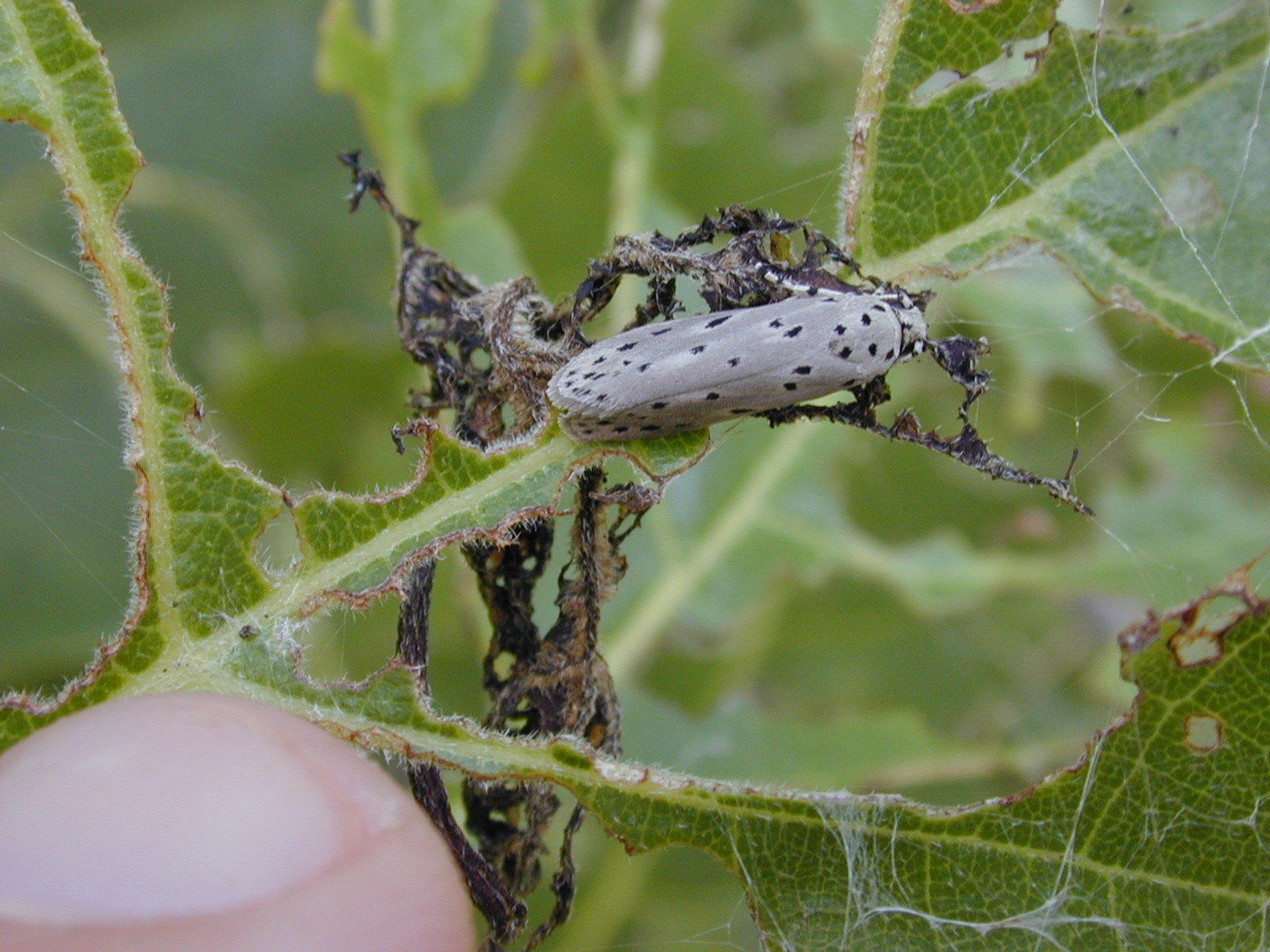
Ethmia nigroapicella
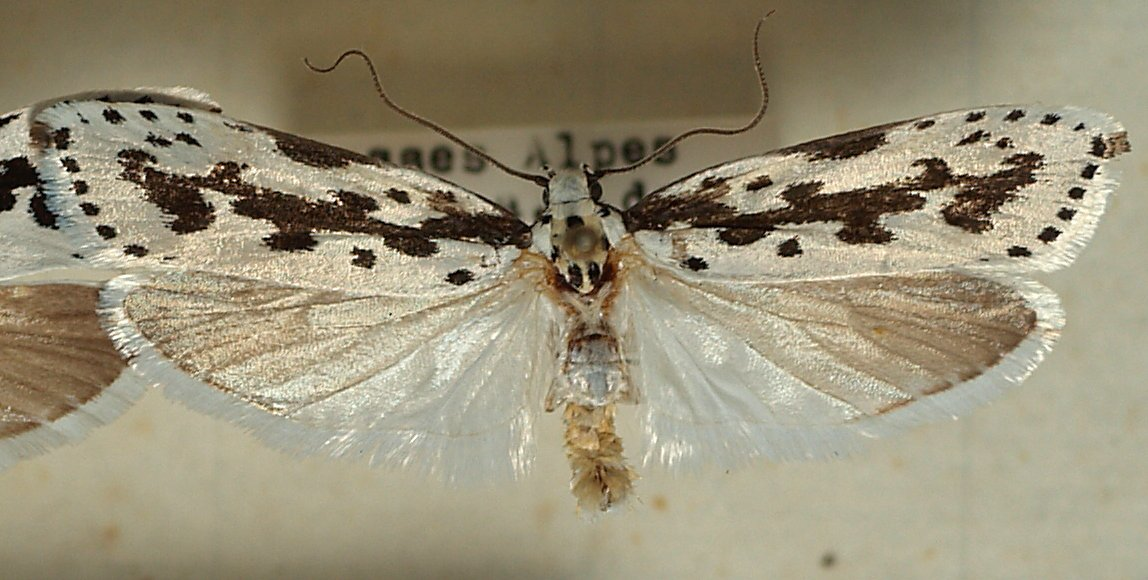
Ethmia pusiella
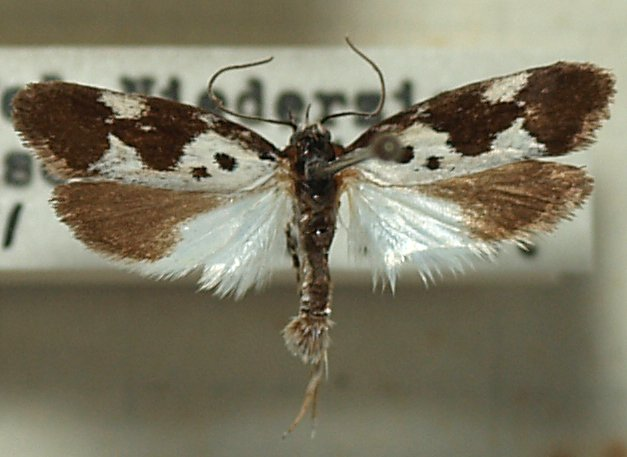
Ethmia quadrillella
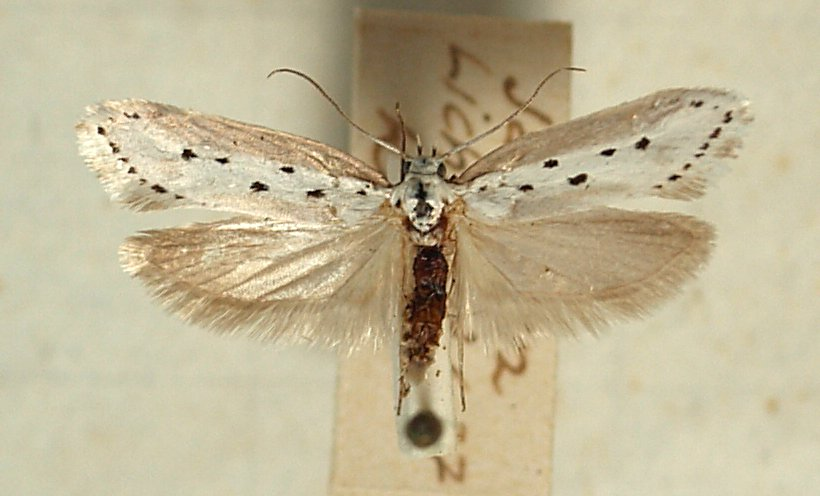
Ethmia terminella